# Verkehrsgeschichte (Disziplin)
1. WEITERLEITUNG Verkehrsgeschichte